# Chủ nghĩa phục quốc Do Thái

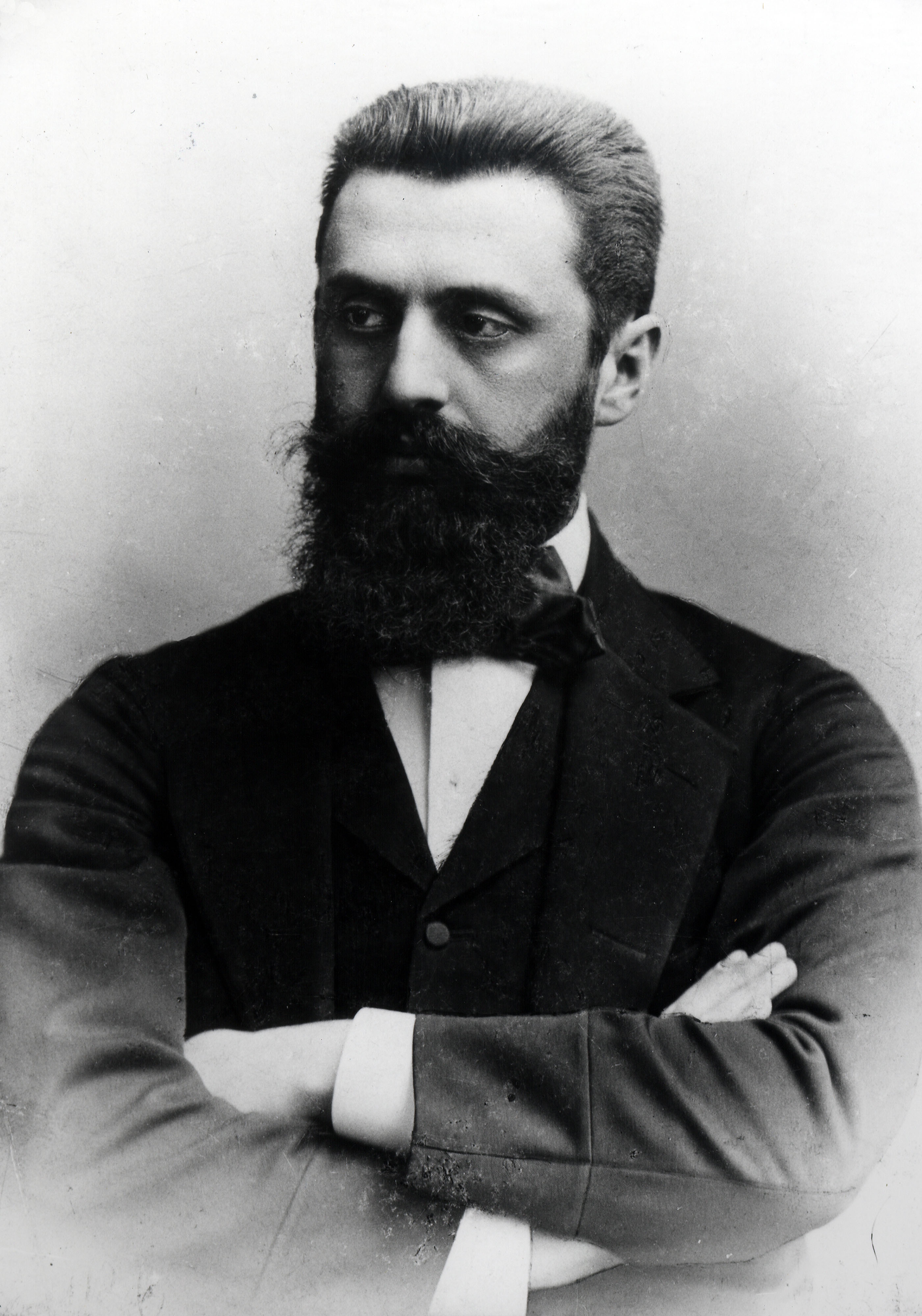
Theodor Herzl (1860-1904) được coi là người sáng lập Chủ nghĩa Sion hiện đại. Trong cuốn sách Der Judenstaat vào năm 1896, ông đã hình dung ra việc thành lập một nhà nước Do Thái độc lập tương lai trong thế kỷ 20.

Quốc kỳ Israel, lá cờ đã được chọn làm biểu tượng phong trào chủ nghĩa Zion thập niên 1890.

Chủ nghĩa Zion hay còn gọi là chủ nghĩa Sion ציונות}/Tsiyonut (một số tài liệu tiếng Việt cũng gọi là chủ nghĩa phục quốc Do Thái hay chủ nghĩa Xi-ôn hay chủ nghĩa Xi-ôn-nít) là một hình thức của chủ nghĩa dân tộc của người Do Thái và văn hóa Do Thái ủng hộ một nhà nước quốc gia Do Thái trong lãnh thổ được xác định là vùng đất Israel. Chủ nghĩa Zion ủng hộ người Do Thái phát huy bản sắc Do Thái của họ và chống lại sự đồng hóa người Do Thái vào các xã hội khác và đã ủng hộ việc trở lại của người Do Thái Israel như là cách cho người Do Thái được giải thoát khỏi sự phân biệt đối xử chống người Do Thái, trục xuất và bức hại đã xảy ra trong các xã hội khác. Từ khi thành lập Nhà nước Israel, phong trào phục quốc Do Thái vẫn tiếp tục chủ yếu để ủng hộ sự lấn át lãnh thổ của người Do Thái như là trường hợp đối với Palestine. Trong một cách sử dụng ít phổ biến hơn, các thuật ngữ cũng có thể tham khảo không chính trị, văn hóa Zionism, được thành lập và đại diện nổi bật nhất bởi Ahad Ha'am; và hỗ trợ chính trị cho Nhà nước Israel không-người Do Thái, như trong Kitô giáo Zionism (Xi-ôn-nít). Các ý kiến phê phán chủ nghĩa Zion được xem như là một phong trào chủ nghĩa bài Do Thái (Chống chủ nghĩa Xê-mít).

## Bối cảnh và diễn biến

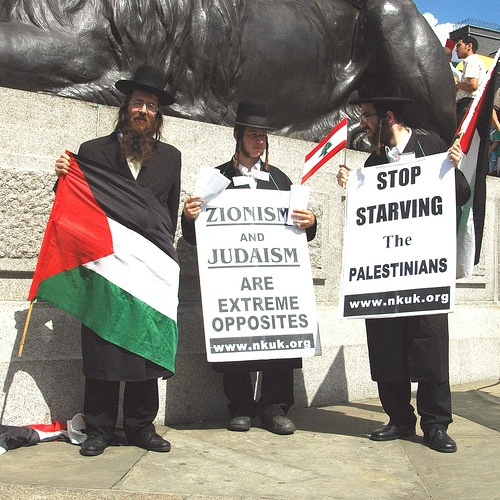
Những người Do Thái sùng đạo biểu tình ủng hộ Palestine đồng thời phản đối Chủ nghĩa phục quốc Do Thái Israel

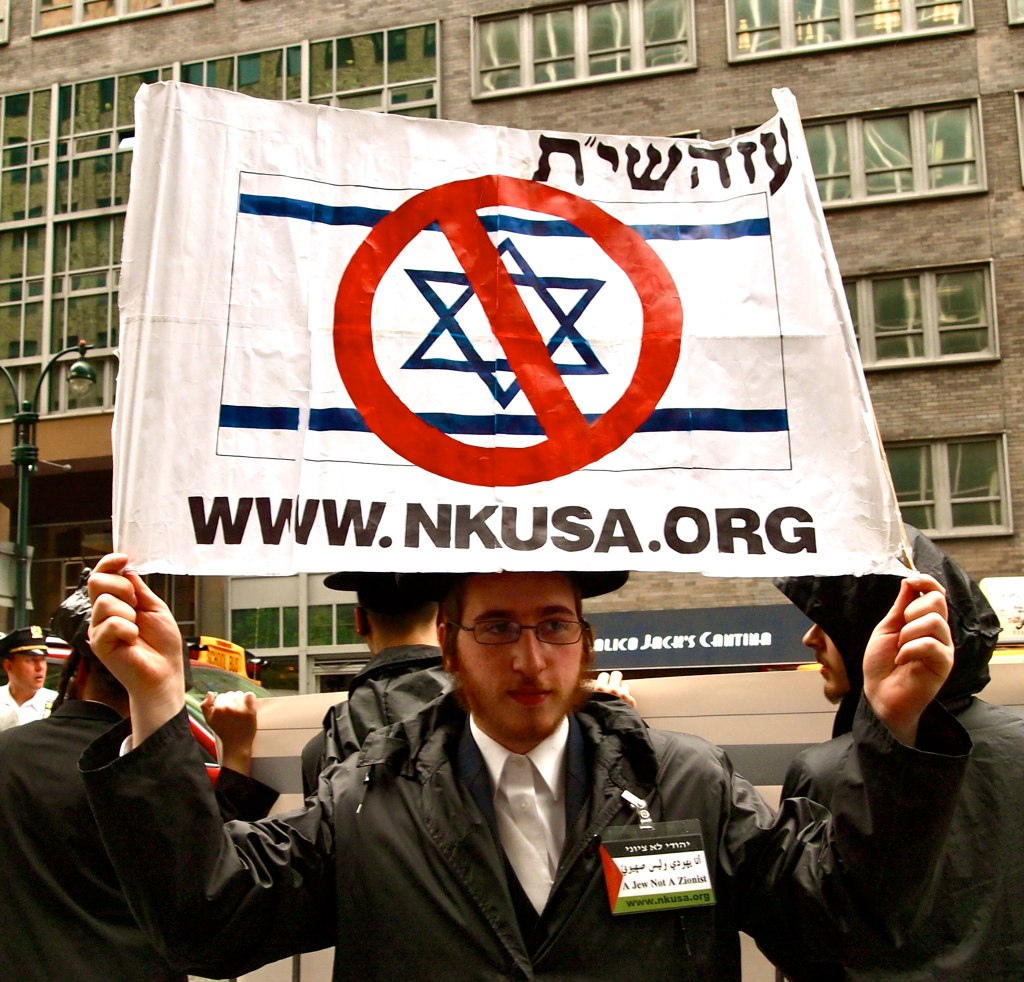
Một chàng trai trẻ người do thái giơ cao biểu ngữ tích cực phản đối Israel

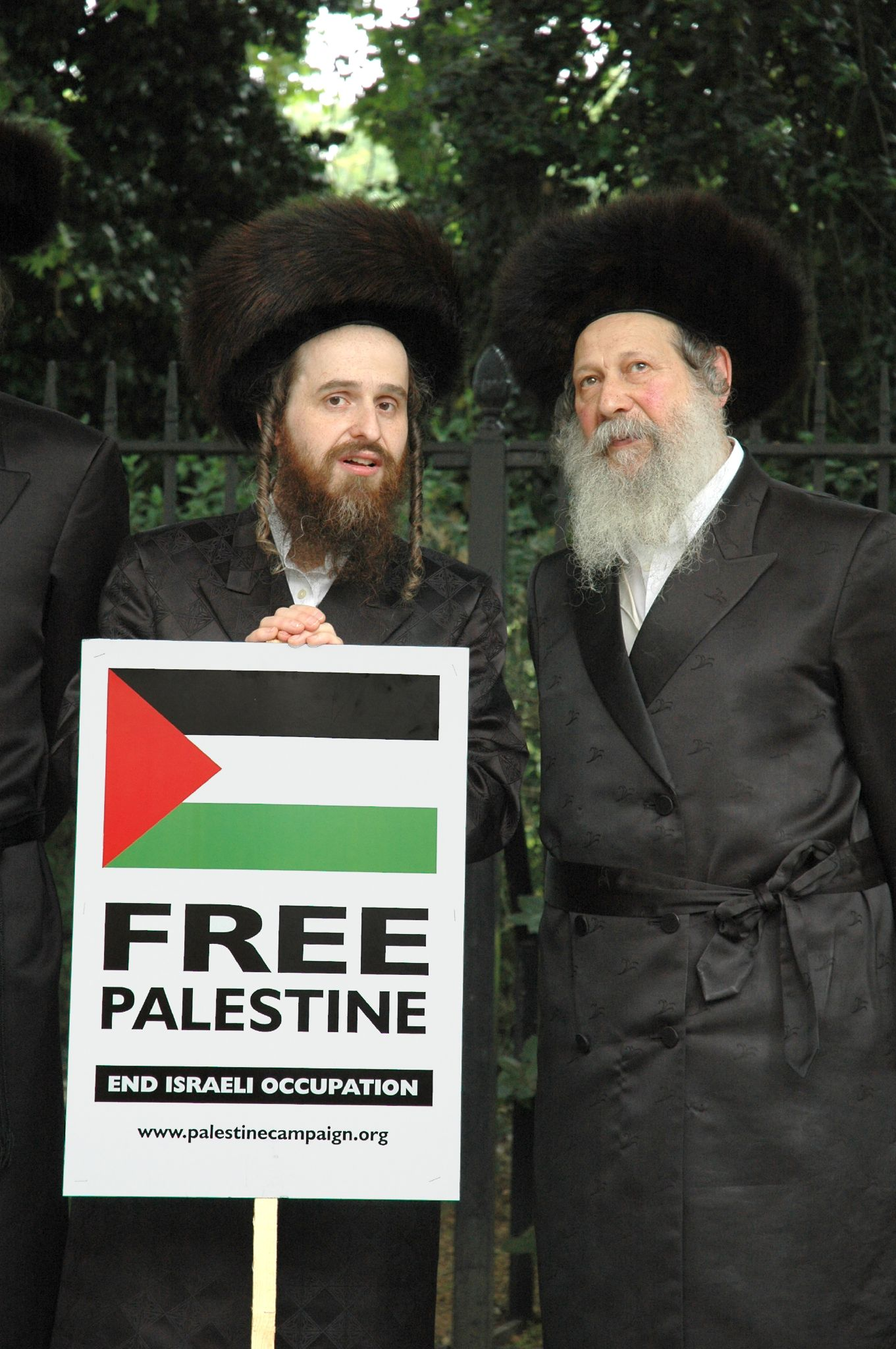
Thành viên người do thái thuộc nhóm Do Thái Giáo Chính Thống Neturei Karta biểu tình chống phá nhà nước Israel

Chủ nghĩa Zion không có một hệ tư tưởng thống nhất, nhưng đã phát triển trong một cuộc đối thoại giữa rất nhiều hệ tư tưởng: Chủ nghĩa Zion tổng quát, Chủ nghĩa Zion tôn giáo, Chủ nghĩa Zion lao động, Chủ nghĩa Zion xét lại, Chủ nghĩa Zion xanh, vv Tuy nhiên, mẫu số chung giữa tất cả các những người theo chủ nghĩa Zion là tuyên bố Eretz Israel là quê hương quốc gia của người Do Thái và là trọng tâm hợp pháp cho quyền tự quyết dân tộc Do Thái (như được chỉ ra bởi Gideon Shimoni và những người khác). Điều này được dựa trên mối liên hệ lịch sử và truyền thống tôn giáo liên kết những người Do Thái đất Israel
Sau gần hai thiên niên kỷ của sự tồn tại của cộng đồng người Do Thái mà không có một nhà nước quốc gia, phong trào phục quốc Do Thái được thành lập vào cuối thế kỷ 19 người Do Thái thê tục, chủ yếu là một phản ứng bởi những người Do thái Ashkenazi đối với chủ nghĩa bài Do Thái ngày một gia tăng ở châu Âu, được minh chứng bằng các vụ Dreyfus ở Pháp và những cuộc tàn sát chống lại người Do Thái ở Đế quốc Nga. Phong trào chính trị được chính thức thành lập bởi ký giả Áo-Hung Theodor Herzl vào năm 1897 sau khi xuất bản cuốn sách của mình có tựa Der Judenstaat. Vào thời điểm đó, phong trào tìm cách khuyến khích di cư người Do Thái đến các Palestine thuộc Ottoman.
Từ lâu, các cộng đồng người Do Thái đã phát triển ở các nước châu Âu, và Hoa Kỳ, nhưng họ không bao giờ để mất bản sắc Do Thái của họ. Các chủng tộc khác thường xuyên khủng bố họ. Cuối thế kỷ 19, sự khủng bố này, hay còn gọi là chủ nghĩa bài Do Thái, đã dẫn đến phong trào gọi là chủ nghĩa Zion. Phong trào này kêu gọi người Do Thái trở về Palestine vùng xung quanh Jerusalem, được coi là quê hương tinh thần của họ.
Làn sóng di cư cận đại đầu tiên của người Do Thái tới Israel, hay Aliyah (עלייה) bắt đầu năm 1881 khi họ trốn chạy khỏi sự ngược đãi, hay đi theo những tư tưởng xã hội Zion của Moses Hess và những người khác về "sự cứu rỗi của đất đai". Những người Do Thái mua đất đai từ Ottoman và những chủ đất người Ả Rập khác. Sau khi người Do Thái đã lập nên những khu định cư nông nghiệp, căng thẳng nảy sinh giữa người Do Thái và người Ả Rập.
Theodor Herzl (1860–1904), một người Do Thái đến từ Áo, đã lập ra Phong trào Zion. Năm 1896, ông xuất bản cuốn Der Judenstaat (Quốc gia Do Thái), trong đó kêu gọi thành lập một nhà nước Do Thái. Năm sau đó, ông góp phần triệu tập Hội nghị Zion quốc tế đầu tiên.
Sự thành lập chủ nghĩa Zion dẫn tới Aliyah thứ hai (1904–1914) với số người Do Thái lên tới khoảng 40.000. Năm 1917, Bộ trưởng ngoại giao Anh Arthur J. Balfour đưa ra Tuyên bố Balfour "ủng hộ việc thành lập tại vùng đất Do Thái cũ đã bị người Palestine chiếm một nhà nước quê hương cho những người dân Do Thái". Năm 1920, vùng này được giao cho Hội Quốc Liên và được quản lý bởi Anh.
Làn sóng di cư của người Do Thái lại tiếp tục lần thứ ba (1919–1923) và lần thứ tư (1924–1929) sau Chiến tranh thế giới thứ nhất. Những cuộc bạo động ở Palestine năm 1929 của người Ả Rập đã giết chết 133 người Do Thái, gồm 67 người ở Hebron.
Sự trỗi dậy của Chủ nghĩa Phát xít năm 1933 dẫn tới làn sóng Aliyah thứ năm. Người Do Thái trong vùng tăng từ 11% của dân số năm 1922 lên tới 30% năm 1940. Việc tàn sát người Do Thái có tính chất diệt chủng ở châu Âu của Adolf Hitler khiến người dân Do Thái ở mọi miền châu Âu trốn chạy tạo nên làn sóng tỵ nạn mới. Tới cuối Chiến tranh thế giới thứ hai, số lượng người Do Thái ở Palestine đã lên tới xấp xỉ 600.000.
Palestine, một phần của đế quốc Ottoman, trong bốn thế kỷ qua đã được hầu hết các dân tộc người Ả Rập đến định cư. Sau thế chiến thứ nhất, lãnh thổ này bao gồm tất cả những vùng hiện có của Israel và Jordan, do Anh kiểm soát (được Hội Quốc Liên ủy nhiệm). Từ những năm 1930, làn sóng di dân Do Thái tăng lên nhanh chóng khi những người Do Thái chạy trốn khủng bố của Đức quốc xã, gây ra sự xung đột dai dẳng giữa người Ả Rập định cư và người Do Thái nhập cư.